# Oskar von Hindenburg

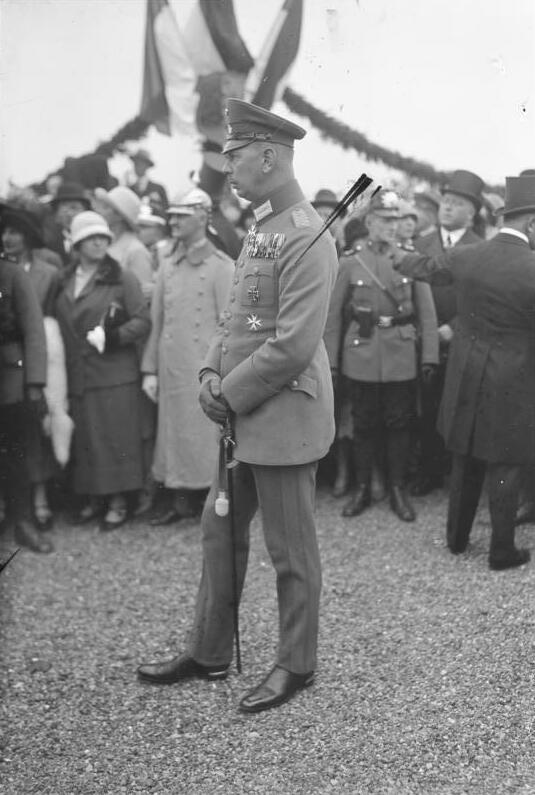
Oskar von Hindenburg im April 1930

Oskar Wilhelm Robert Paul Ludwig Hellmuth von Beneckendorff und von Hindenburg (* 31. Januar 1883 in Königsberg, Preußen; † 12. Februar 1960 in Bad Harzburg) war ein deutscher Generalleutnant. In der Endphase der Weimarer Republik beeinflusste der Sohn des Reichspräsidenten Paul von Hindenburg seinen Vater zugunsten einer Aufhebung des SA-Verbots und der Ernennung Adolf Hitlers zum Reichskanzler.

## Biografie
Oskar von Hindenburg wurde am 31. Januar 1883 als einziger Sohn Paul von Hindenburgs geboren. Er hatte zwei Schwestern, Irmengard Pauline (1880–1948, verheiratete von Brockhusen) und Annemarie (1891–1978). 1921 heiratete er die Gutsbesitzerstochter Margarete von Marenholtz (1897–1988), mit der er vier Kinder hatte:
- Gertrud (1922–2015) ⚭ 1952 Max-Erdmann Graf von Roedern (1918–1991)
- Helga (1924–1984)
- Hubertus (1928–2016)[1][2] ⚭ 1964 Vera Lax (* 1940)
- Margarete (* 1932) ⚭ 1954 Wedigo von Wedel (1924–2017)[3]

### Militärlaufbahn

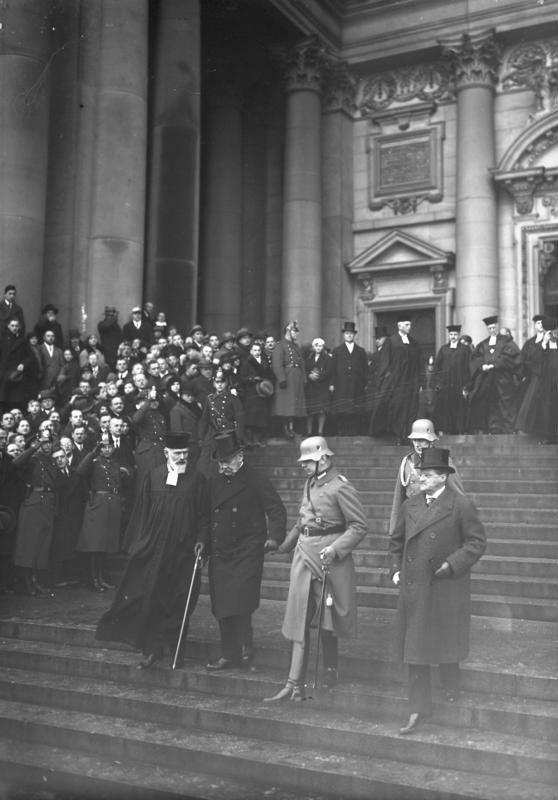
Als Adjutant seines Vaters begleitete Oskar von Hindenburg meist den Reichspräsidenten, hier (mit Helm) nach der Reichsgründungsfeier am 18. Januar 1931 aus dem Berliner Dom

Ab 1903 war er als Leutnant Offizier im 3. Garde-Regiment zu Fuß und wurde später zum Bataillonsadjutanten ernannt. Als Generalstabsoffizier beim Armeeoberkommando und beim Stab der 20. Infanteriedivision im Range eines Hauptmanns (seit 1914) nahm er am Ersten Weltkrieg teil. Nach Beendigung des Krieges wurde er in die Reichswehr übernommen und am 1. April 1922 Kompaniechef im Infanterie-Regiment 16. Nach seiner Beförderung zum Major am 1. April 1923 wurde er ab Oktober Taktiklehrer an der Kavallerieschule der Reichswehr in Hannover.
Seit dem 1. Mai 1925 fungierte er als Adjutant seines Vaters, des Reichspräsidenten. Unter Beibehaltung dieser Stellung erfolgte am 1. Oktober 1925 die Kommandierung in den Stab des Gruppenkommando 1. In der Folgezeit wurde er am 1. Februar 1929 zum Oberstleutnant und am 1. Februar 1932 zum Oberst befördert. Am 3. August 1934 wurde er zur Verfügung gestellt und am 30. September unter gleichzeitiger Verleihung des Charakters als Generalmajor verabschiedet. Am 1. Juli 1938 wurde er erneut zur Verfügung gestellt, ohne jedoch mit einer Aufgabe betraut zu werden. Erst mit der Mobilmachung am 26. August 1939 wurde er zum Kommandierenden General des stellvertretenden I. Armeekorps und Befehlshaber im Wehrkreis I ernannt, um kurz darauf (am 25. Oktober 1939) Kommandeur der Division z. b. V. 422 zu werden, die im März 1940 in die Division z. b. V. 401 aufging. Am 10. Januar 1941 wurde er zum Kommandeur der Kriegsgefangenenlager im Wehrkreis I (Ostpreußen) ernannt. In dieser Funktion wurde er am 1. April 1942 zum Generalleutnant befördert. Im Dezember 1944 erfolgte seine Versetzung in die Führerreserve, und am 28. Februar 1945 wurde er verabschiedet.

### Ernennung Hitlers zum Reichskanzler

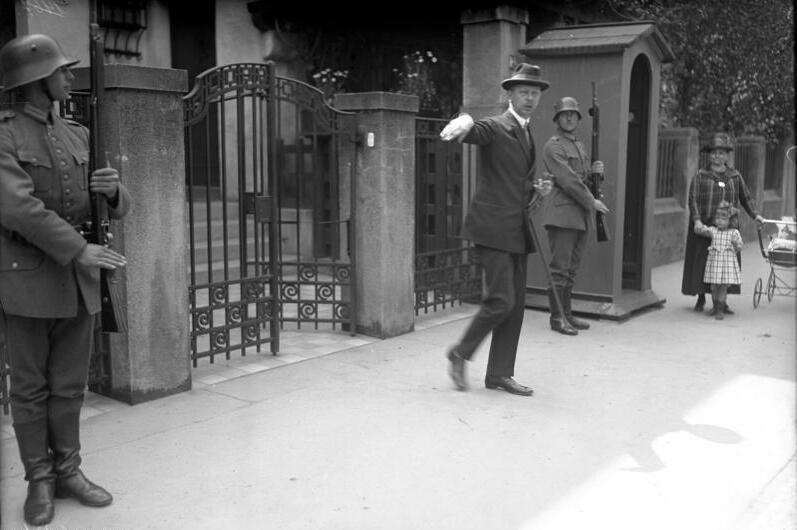
Hindenburg allein und in Zivil lehnt ein Paparazzo-Foto ab, Juli 1932

Als Adjutant seines Vaters wurde Oskar von Hindenburg durch seinen Einfluss auf den Reichspräsidenten öffentlich bekannt. Besonders bei der Aufhebung des Verbots der Sturmabteilung im Jahre 1932 sowie der Ernennung Hitlers zum Reichskanzler im Januar 1933 setzte er sich im Sinne der Nationalsozialisten ein. Bis vor wenigen Jahren wurde die Legende kolportiert, wonach Oskar von Hindenburg zu einer „Kamarilla“ gehörte, die Paul von Hindenburg veranlasste, den kurz zuvor noch als „böhmischen Gefreiten“ geschmähten Hitler schließlich am 30. Januar 1933 doch zum Reichskanzler zu ernennen. In Zusammenarbeit mit Franz von Papen habe Oskar von Hindenburg eine Vermittlerrolle zwischen Hitler und seinem Vater eingenommen, sich unter anderem am 22. Januar 1933 im Hause Joachim von Ribbentrops mit Hitler getroffen und so die Machtergreifung ermöglicht. In diesem Zusammenhang sprach Kurt Tucholsky ironisch von dem „in der Verfassung nicht vorgesehenen Sohn des Reichspräsidenten“. Die Forschungen des Stuttgarter Historikers Wolfram Pyta haben jedoch gezeigt, dass Paul von Hindenburg keineswegs von seinem Sohn zur Ernennung Hitlers gedrängt werden musste. Es hätte auch nicht zum Selbstverständnis Paul von Hindenburgs gepasst, sich in dieser Frage von seinem Sohn leiten zu lassen. Es gibt keine Quelle, aus der sich der angebliche Einfluss Oskar von Hindenburgs auf seinen Vater in Bezug auf die Kanzlerschaft Hitlers ableiten lässt.

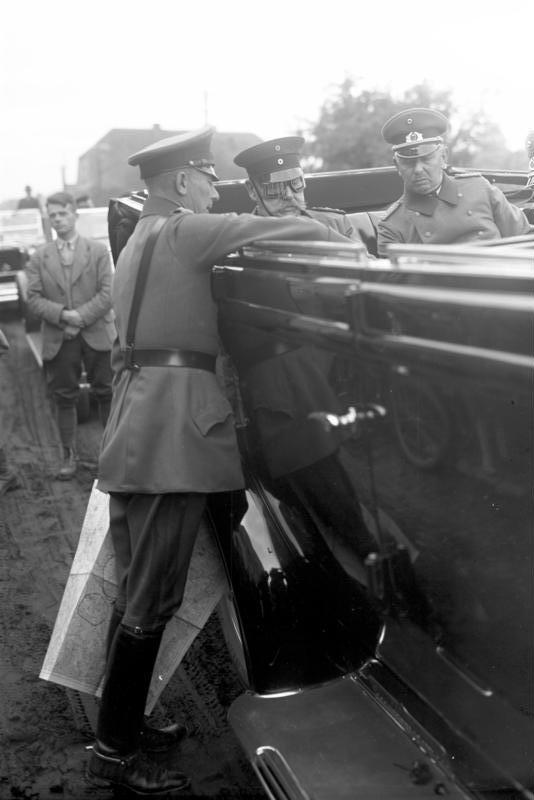
Oskar von Hindenburg (rechts) mit seinem Vater beim Reichswehrmanöver nahe Frankfurt (Oder), September 1932.

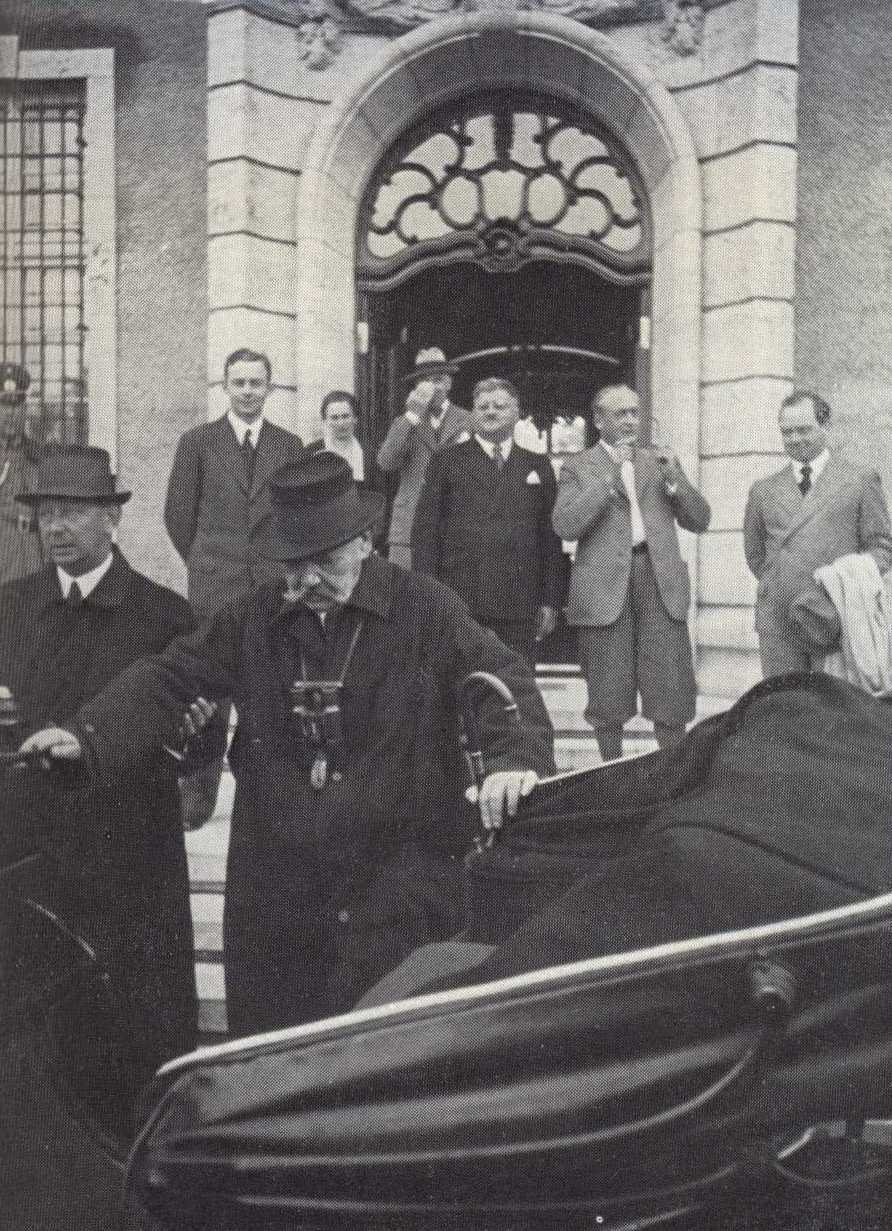
Oskar von Hindenburg (links) hilft seinem zunehmend gebrechlichen Vater auf Gut Neudeck ins Auto, 1934.

Der Name Oskar von Hindenburgs ging auch in Verbindung mit dem Osthilfeskandal im Januar 1933 durch die Presse. Im Zusammenhang mit Recherchen über die Veruntreuung von Hilfsmitteln durch Großgrundbesitzer wurde bekannt, dass Paul von Hindenburg das ihm (vor allem vom Agrarverband und Reichsverband der Deutschen Industrie) zu seinem 80. Geburtstag zum Geschenk gemachte Gut Neudeck zur Vermeidung der Erbschaftssteuer direkt an seinen Sohn Oskar überschrieben hatte. Zusätzlich gerieten die Hindenburgs unter den Verdacht des Missbrauchs öffentlicher Mittel. Als sich die Angelegenheit zum Skandal auszuweiten drohte, verhandelte Oskar von Hindenburg bei dem erwähnten Treffen am 22. Januar 1933 zwei Stunden lang unter vier Augen mit Hitler. Nach dem Zeugnis Otto Meissners sagte Hindenburg anschließend, „es gebe nun keine andere Möglichkeit mehr“, als Hitler zum Kanzler zu machen. Hitler dürfte Hindenburg mit Drohungen und Angeboten dazu bewogen haben, sich beim Reichspräsidenten für seine Kanzlerschaft einzusetzen.

### Volksabstimmung zu Hitlers Übernahme der Reichspräsidentenbefugnisse
Ein weiteres Mal machte Oskar von Hindenburg auf sich aufmerksam, als am 2. August 1934 sein Vater gestorben war. In einer Rundfunkrede am 18. August 1934 anlässlich der Volksabstimmung am darauffolgenden Tag warb er für die Zusammenlegung der Ämter des Reichspräsidenten und des Reichskanzlers in der Person von Adolf Hitler:

„Mein nunmehr verewigter Vater selbst hat in Adolf Hitler seinen unmittelbaren Nachfolger als Oberhaupt des deutschen Reiches gesehen, und ich handle in Übereinstimmung mit meines Vaters Absicht, wenn ich alle deutschen Männer und Frauen aufrufe, für die Übergabe des Amtes meines Vaters an den Führer und Reichskanzler zu stimmen.
Und so dringt vom Marschallsturm zu Tannenberg auch in diesen Tagen noch sein Ruf: ‚Schart Euch zusammen und steht festgeschlossen hinter Deutschlands Führer. Zeigt nach außen und innen, dass ein unzerreißbares Band das deutsche Volk in einem Willen fest umspannt.‘“

Diese Rede wurde am 18. August 1934 vorab in allen deutschen Zeitungen veröffentlicht. Max Domarus weist in seinem Kommentar darauf hin, dass Reichspräsident Hindenburg weder das Recht hatte, einen Nachfolger zu bestimmen, noch dies in seinem Testament getan hatte. Vielmehr hatte die Regierung Hitler bereits am 1. August 1934 für den „Zeitpunkt des Ablebens des Reichspräsidenten von Hindenburg“ beschlossen, „die bisherigen Befugnisse des Reichspräsidenten auf den Führer und Reichskanzler Adolf Hitler“ zu übertragen. Noch am Todestag des Reichspräsidenten Paul von Hindenburg ließ der Reichswehrminister Werner von Blomberg die Reichswehr auf den „Führer des Deutschen Reichs und Volkes Adolf Hitler“ vereidigen. Damit wurden die wichtigsten Staatsämter in einer Person vereinigt: Hitler war „Führer und Reichskanzler“.

### Ruhestand
Nach seiner kurzzeitigen Verabschiedung aus dem Militärdienst zog sich Oskar von Hindenburg Ende 1934 auf das Familiengut Neudeck zurück. Nach dem Ende des Krieges lebte er bei seinem Schwager Christian von Pentz im niedersächsischen Medingen.
In den Nürnberger Prozessen trat Oskar von Hindenburg als Zeuge gegen Franz von Papen auf. 1956 erhielt er in einem Prozess gegen den Süddeutschen Verlag Recht, der die in dem 1954 postum erschienenen Buch von Erwein von Aretin, Krone und Ketten. Erinnerungen eines bayerischen Edelmannes, erhobenen Vorwürfe nicht beweisen konnte, Hindenburg habe sich 1930 widerrechtlich Gelder der Osthilfe erschlichen.
Oskar von Hindenburg starb am 12. Februar 1960 während einer Kur in Bad Harzburg an einem Herzinfarkt und liegt auf dem Medinger Waldfriedhof begraben. Dort wurde auch seine Ehefrau Margarete beigesetzt, wie zuvor schon seine Schwester Irmengard von Brockhusen, Gattin von Hans Joachim von Brockhusen.